# Blodomloppet (lopp)
För blodets omlopp, se Hjärt- och kärlsystemet#Blodomloppet.

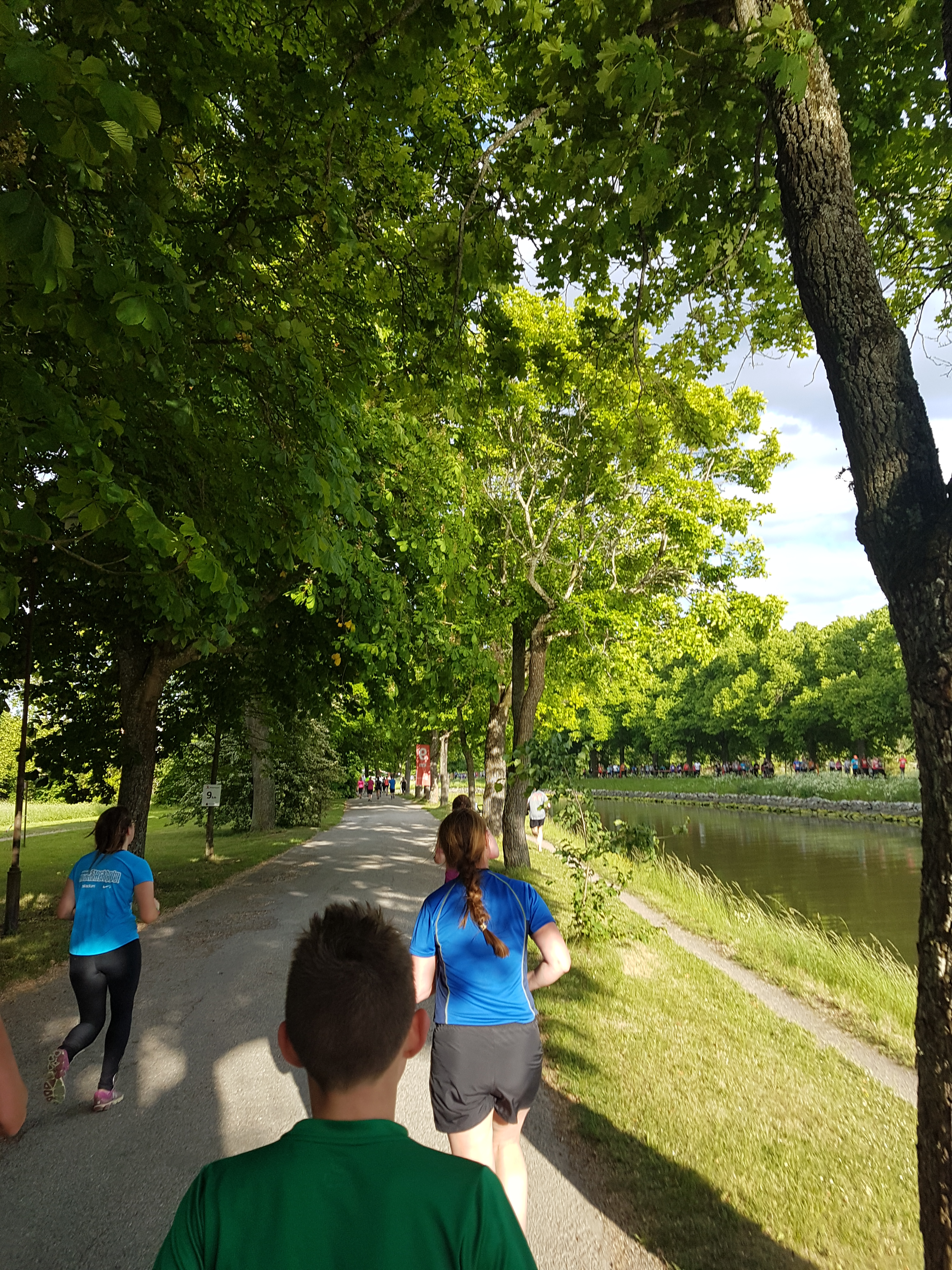
Löpare på väg längs Djurgårdskanalen.

Blodomloppet är en folklig löpartävling som arrangeras i maj eller augusti på flera orter i Sverige av en förening med samma namn. Löparna tävlar i olika klasser för lag eller individuellt, herrar och damer i 5 eller 10 kilometer. Barnlopp på 600 eller 800 meter förekommer också. För sin avgift får varje deltagare en picknickpåse, en tröja, en medalj och en nummerlapp.
Blodcentralerna på respektive ort är medarrangör och blodgivare får rabatt på startavgiften och deras resultat prisbelönas speciellt, vid sidan av övriga deltagare. Huvudsponsor sedan 2002 har varit ICA.
Första gången arrangerades Blodomloppet i augusti 1993 i Göteborg och Stockholm med 500 deltagare per stad. Redan från starten i Göteborg var tanken att koppla ihop blodgivning med motionslöpning. Malmö tillkom 1995, Linköping och Umeå 1997, Jönköping och Örebro 1998, Hudiksvall 1999, Uppsala 2000, Västerås 2004, Visby och Borlänge 2006, Luleå och Karlskrona 2010. Därmed arrangeras Blodomloppet årligen på 14 orter i Sverige.
I Blodomloppet 2014 i Linköping deltog 13.517 tävlande.